# Pallacanestro femminile ai XVI Giochi del Mediterraneo
Il torneo di pallacanestro femminile ai XVI Giochi del Mediterraneo si disputò nell'ambito della sedicesima edizione dei Giochi del Mediterraneo, una manifestazione polisportiva organizzata ogni quattro anni dal CIGM. Si tenne dal 27 giugno al 2 luglio 2009 in Italia.
Il torneo fu vinto dalla Nazionale italiana in finale sulla Serbia, sconfitta per 70-54. Dopo due medaglie d'argento, l'Italia vince per la prima volta la competizione e torna ad una vittoria internazionale a distanza di quattordici anni dalla Universiade del 1995. Al terzo posto si classificò la Nazionale croata vittoriosa sulla Nazionale greca.
Alla manifestazione hanno partecipato le Nazionali di sette stati.

## Partecipanti
| Gruppo A                     | Gruppo B                            |
| ---------------------------- | ----------------------------------- |
| - Croazia - Albania - Italia | - Grecia - Turchia - Serbia - Malta |

## Palazzetti
- Palasport di Ortona
- PalaElettra di Pescara

## Risultati

### Fase a gironi

#### Gruppo A
| Squadra | V - P | PF - PS   | +/-  | P.ti |
| ------- | ----- | --------- | ---- | ---- |
| Croazia | 2 - 0 | 219 - 106 | +113 | 4    |
| Italia  | 1 - 1 | 189 - 124 | +65  | 3    |
| Albania | 0 - 2 | 70 - 248  | -178 | 2    |

| Ortona 27 giugno 2009 | Croazia | 130 – 35 referto | Albania | Palasport |

| Ortona 28 giugno 2009 | Italia | 118 – 35 referto | Albania | Palasport |

| Ortona 29 giugno 2009 | Italia | 71 – 89 referto | Croazia | Palasport |

#### Gruppo B
| Squadra | V - P | PF - PS   | +/- | P.ti |
| ------- | ----- | --------- | --- | ---- |
| Grecia  | 3 - 0 | 246 - 173 | +73 | 6    |
| Serbia  | 2 - 1 | 215 - 169 | +46 | 5    |
| Turchia | 1 - 2 | 208 - 240 | -32 | 4    |
| Malta   | 0 - 3 | 178 - 265 | -87 | 3    |

| Pescara 27 giugno 2009 | Grecia | 102 – 57 referto | Malta | PalaElettra |

| Pescara 27 giugno 2009 | Turchia | 64 – 80 referto | Serbia | PalaElettra |

| Pescara 28 giugno 2009 | Serbia | 53 – 57 referto | Grecia | PalaElettra |

| Pescara 28 giugno 2009 | Malta | 73 – 81 referto | Turchia | PalaElettra |

| Pescara 29 giugno 2009 | Grecia | 87 – 63 referto | Turchia | PalaElettra |

| Pescara 29 giugno 2009 | Serbia | 82 – 48 referto | Malta | PalaElettra |

### Fase finale

#### Gruppo per il 5º e 7º posto
| Squadra | V - P | PF - PS   | Diff | P.ti |
| ------- | ----- | --------- | ---- | ---- |
| Turchia | 2 - 0 | 152 - 103 | +49  | 4    |
| Albania | 1 - 1 | 133 - 158 | -25  | 3    |
| Malta   | 0 - 2 | 112 - 136 | -24  | 2    |

| Ortona 30 giugno 2009 | Malta | 69 – 73 referto | Albania | Palasport |

| Ortona 1º luglio 2009 | Turchia | 63 – 43 referto | Malta | Palasport |

| Ortona 2 luglio 2009 | Albania | 60 – 89 referto | Turchia | Palasport |

#### Finali 1º/4º posto
| Pescara 30 giugno 2009 | Croazia | 71 – 76 referto | Serbia | PalaElettra |

| Pescara 30 giugno 2009 | Grecia | 60 – 63 referto | Italia | PalaElettra |

| Pescara 2 luglio 2009 | Croazia | 77 – 62 referto | Grecia | PalaElettra |

| Pescara 2 luglio 2009 | Serbia | 54 – 70 referto | Italia | PalaElettra |

|  | Semifinali | Semifinali | Semifinali |        |        | Finale      | Finale      | Finale      |  |
|  |            |            |            |        |        |             |             |             |  |
|  | Croazia    | Croazia    | 71         |        |        |             |             |             |  |
|  | Croazia    | Croazia    | 71         |        |        |             |             |             |  |
|  | Serbia     | Serbia     | 76         |        |        |             |             |             |  |
|  | Serbia     | Serbia     | 76         |        | Serbia | Serbia      | 54          |             |  |
|  |            |            |            |        | Serbia | Serbia      | 54          |             |  |
|  |            |            | Italia     | Italia | 70     |             |             |             |  |
|  | Grecia     | Grecia     | Italia     | Italia | 70     | 60          |             |             |  |
|  | Grecia     | Grecia     |            |        |        | 60          |             |             |  |
|  | Italia     | Italia     | 63         |        |        | Terzo posto | Terzo posto | Terzo posto |  |
|  | Italia     | Italia     | 63         |        |        |             |             |             |  |
|  |            |            |            |        |        |             |             |             |  |
|  |            |            |            |        |        | Croazia     | Croazia     | 77          |  |
|  |            |            |            |        |        | Croazia     | Croazia     | 77          |  |
|  |            |            |            |        |        | Grecia      | Grecia      | 62          |  |

## Classifica finale
| - | Team    | Formazione |
| - | ------- | --- |
|   | Italia  | Italia4 Sciacca, 5 Franchini, 6 Pastore, 7 Bagnara, 8 Ballardini, 9 Modica, 10 Nadalin, 11 Mauriello, 12 Masciadri, 13 Zanon, 14 Meneghel, 15 Ramon, All. Giampiero Ticchi                 |
|   | Serbia  | Serbia4 Popović, 5 Petrović, 6 Dušanić, 7 Živanović, 8 Bogićević, 9 N. Jovanović, 10 J. Jovanović, 11 Karakašević, 12 Paligorić, 13 Dabović, 14 Radović, 15 Ajduković, All. Petar Marković |
|   | Croazia | Croazia4 Ivezić, 5 Jelavić, 6 Periša, 7 Čakić, 8 Bura, 9 Lokas, 10 Ciglar, 11 Mišura, 12 Slišković, 13 Mazić, 14 Ivanković, 15 Pavetić, All. Stipe Bralić                                  |
| 4 | Grecia  | Grecia4 Avery, 5 Stamatī, 6 Dīmītrakou, 7 Gkotzī, 8 Stauridou, 9 Chalivera, 10 Papamichaīl, 11 Lymoura, 12 Sōtīriou, 13 Giannopoulou, 14 Boni, 15 Mparmperidī, All. Sofia Kligkopoulou     |
| 5 | Turchia | Turchia4 Turan, 5 Çolakoğlu, 6 Karataş, 7 Aşkin, 8 Dalgalar, 9 Taşbaş, 10 Yüksel, 11 Güler, 12 Maşa, 13 Gezer, 14 İbek, 15 Öztürk, All. -                                                  |
| 6 | Albania | Albania4 Myrto, 5 Zykaj, 6 Gjoka, 7 Hoxhaj, 8 Cakici, 9 Bujari, 10 Demiraj, 11 Plasa, 12 Kostallari, 13 Cani, 14 Aliaj, 15 Permeti, All. Viron Toska                                       |
| 7 | Malta   | Malta4 Psaila Savona, 5 Sciortino, 6 C. Grima, 7 Cardona, 8 Brincat Thoresen, 9 Desira, 10 de Martino, 11 Micallef, 12 Sciberras, 13 Agius, 14 J. Grima, 15 Fenech, All. Santino Coppa     |